# Gull River (Balsam Lake)
Der Gull River (englisch für „Möwen-Fluss“) ist ein Fluss in der kanadischen Provinz Ontario.
Der Fluss durchfließt Algonquin Highlands und Dysart et al im Haliburton County sowie das Gebiet der City of Kawartha Lakes in Südzentral-Ontario.
Der Gull River gehört zum Einzugsgebiet des Trent River, der in den Ontariosee mündet.
Er fließt aus dem südlichen Teil des Algonquin Provincial Parks zum Balsam Lake, durch welchen der Trent-Severn-Wasserweg verläuft.

## Flusslauf
Der Gull River hat seinen Ursprung im Longboot Lake im südlichen Teil des Algonquin Provincial Parks und unweit des Einzugsgebietes des York River.
Von dort fließt er zum Percy Lake.
Er setzt seinen Lauf nach Westen fort und durchfließt eine Reihe von Seen, bis er in den Boshkung Lake mündet.
Er verlässt diesen an dessen Südende und fließt nun in südlicher Richtung weiter.
Er passiert Minden und erreicht schließlich, nachdem er weitere Seen durchflossen hat, den Balsam Lake.

## Geschichte
Das Einzugsgebiet des Gull River bildet einen wichtigen Wasserlieferanten für den Trent–Severn Waterway. Viele Seen wurden im 19. Jahrhundert aufgestaut, um einen ganzjährigen Mindestabfluss des Gull River sicherzustellen. Dies diente anfangs dem Flößen von Baumstämmen nach Trenton. 1873 wurden die Schleusen zwischen Balsam Lake und Cameron Lake fertiggestellt und stellten eine Verbindung zwischen Coboconk und Trenton her. Der Wasserspiegel des Balsam Lake wurde um 5 m erhöht, so dass Dampfschiffe die Schleusen passieren konnten. Seitdem bildet der Gull River einen integralen Bestandteil des Trent-Severn-Wasserweg.

## Geologie
Silver Lake, der letzte See vor seiner Mündung in den Balsam Lake, welchen der Gull River durchfließt, liegt am Übergang zwischen dem Granit-haltigen Kanadischen Schild und
den südlich davon gelegenen Kalkstein-Bereichen.
Die Seen und Flüsse im Bergland nördlich des Silver Lake sind das Resultat der zurückschreitenden Gletscher während des Endes der letzten Eiszeit.
Der Ontario Highway 35 verläuft durch diese reizvolle Landschaft.

## Freizeit
Ein künstlich angelegter Wildwasserabschnitt befindet sich bei Minden. Dieser ist bei Kajakfahrern sehr beliebt.

## Wasserkraft
Am Gull River bei Minden wurde 1935 ein Wasserkraftwerk fertiggestellt. Die beiden Turbinen liefern eine Leistung von 3,6 MW.